# Frederik Weinert
Frederik Weinert (* 1981 in Engelskirchen) ist ein deutscher Buchautor, Kommunikationswissenschaftler, Medienwissenschaftler sowie promovierter Sprachwissenschaftler. Er ist seit 27. Juli 2023 Pressesprecher des Landkreises Freyung-Grafenau am dortigen Landratsamt.

## Leben
Weinert studierte Medien- und Kommunikationswissenschaften, Journalistik und Germanistik an der Universität Passau und promovierte 2016 über Nazi-Vergleiche und Politische Korrektheit zum Dr. phil. Es folgten fünf Sachbücher zu Themen wie Rechtspopulismus, Political Correctness, Influencer-Marketing, Medienerziehung und Medienpädagogik bei Kindern und Jugendlichen sowie Digitalkunde als Schulfach.
Frederik Weinert lebte viele Jahre in Passau. Mittlerweile lebt er mit seiner Frau in der Nationalparkgemeinde Hohenau im Landkreis Freyung-Grafenau. Er ist Mitglied der CSU.

## Werke
- Hexendoktor, Sniper oder Sexgöttin: Wie Unternehmen die Zusammenarbeit mit Influencer:innen optimieren. UVK, München 2021, ISBN 978-3-7398-3046-9, OCLC 1257075744.
- Hilfe, mein Kind ist ein Smombie. Unsere Kids im digitalen Rausch. Tectum Sachbuch, Baden-Baden 2019, ISBN 978-3-8288-4266-3, OCLC 1107352758.
- Digitalkunde als Schulfach. UTB, München 2019, ISBN 978-3-8252-5100-0, OCLC 1090688909.
- Nazi-Vergleiche und Political Correctness. Eine sprach- und kommunikationswissenschaftliche Analyse. Nomos, Baden-Baden 2018, ISBN 978-3-8487-5468-7, OCLC 1082406668.
- Die Sprache der Rechten. Wie wir täglich manipuliert werden. Tectum Sachbuch, Baden-Baden 2018, ISBN 978-3-8288-4045-4, OCLC 1031436249.
- Mit Hitler zum Medienskandal. Skandal oder Skandalisierung? Eine medien- und kommunikationslinguistische Analyse von NS-Vergleichen und Verweisen auf den Nationalsozialismus als Auslöser für öffentliche und massenmediale Empörung. Diss. Univ. Passau. Passau 2017, OCLC 973177480.